# Скалька
Скалька (швед. Skalka) — озеро в Швеции, в коммуне Йокмокк в лене Норрботтен, в исторической провинции Лаппланд, части Лапландии, в бассейне реки Лулеэльвен. Площадь поверхности 49,1 км². Расположено на высоте 296 метров над уровнем моря к западу от города Йокмокк и к юго-западу от Порьюса. Река Лилла-Лулеэльвен впадает в озеро и вытекает из него.